# Lac de Lessy
Le lac de Lessy est un lac d'alpage situé en Haute-Savoie, sur la commune de Glières-Val-de-Borne, dans le massif des Bornes. Il est dominé par le pic de Jallouvre 2 408 mètres, Le Buclon 2 072 mètres et l'aiguille Verte 2 045 mètres, sommets qui appartiennent à la chaîne du Bargy.
En 2008, des failles sont apparues dans la moraine qui tapisse le fond du lac, ce qui avait comme conséquence de vider inexorablement le lac de son eau. Des travaux ont permis d'arrêter momentanément cette dégradation du terrain.

## Faune et flore

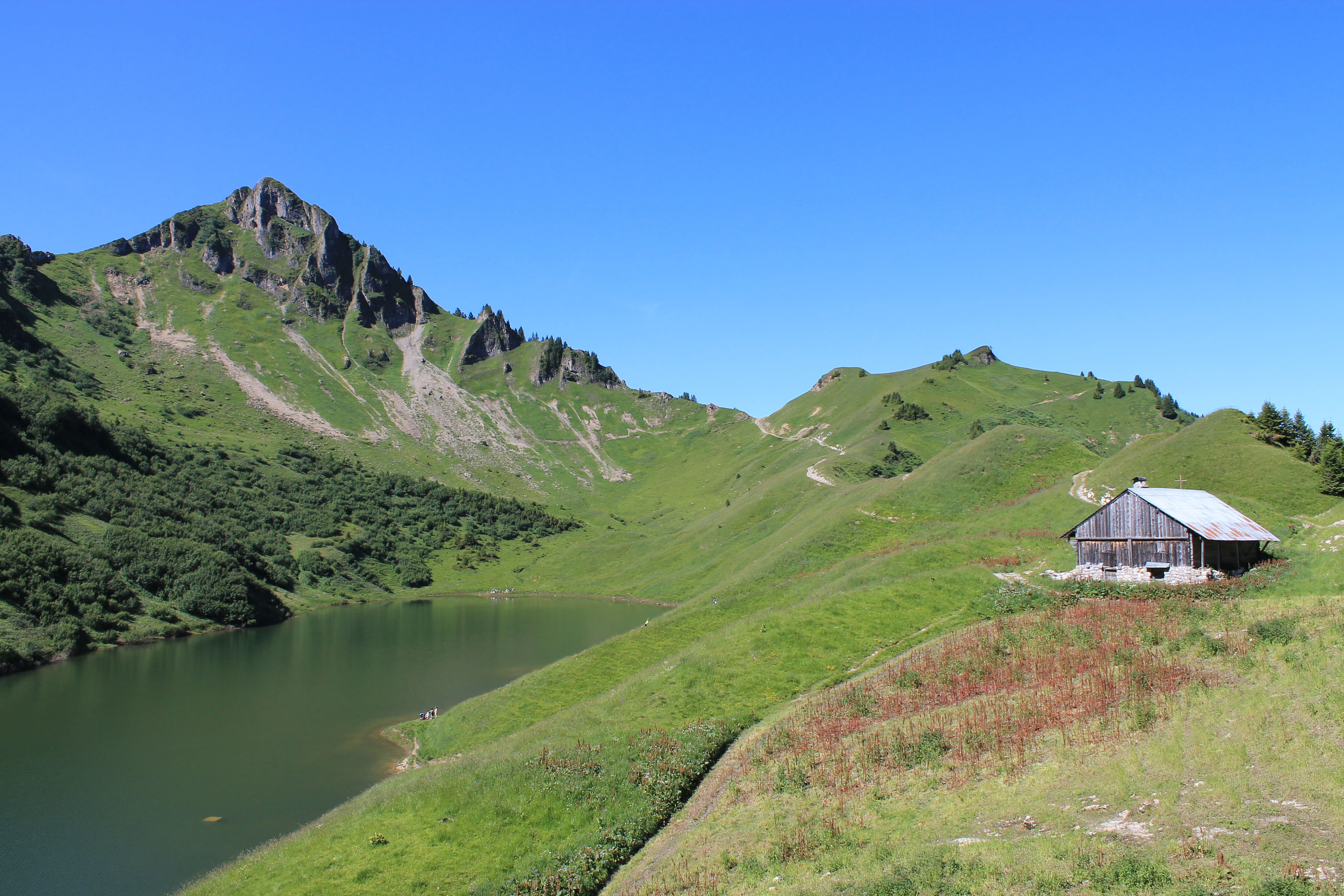
Le lac de Lessy avec en arrière-plan l'aiguille Verte.

Situé à 1 730 mètres d'altitude, La faune et la flore n'y sont pas très développées à cause des températures qui peuvent atteindre jusqu'à −30 °C l'hiver[réf. nécessaire] et du fait que le lac est fermé car n'ayant aucun lien avec une rivière. En 2008, le lac a été rempoissonné avec quelque 2 000 alevins de saumon de fontaine, particulièrement adaptés à ce milieu.
Le lac fait partie du programme Natura 2000 qui vise à protéger les milieux remarquables. Au niveau végétal, le lac abrite une très importante implantation de potamot alpin et une plus petite présence de renoncule thora. Au niveau batracien, le lac compte une colonie de triton alpestre.

## Accès

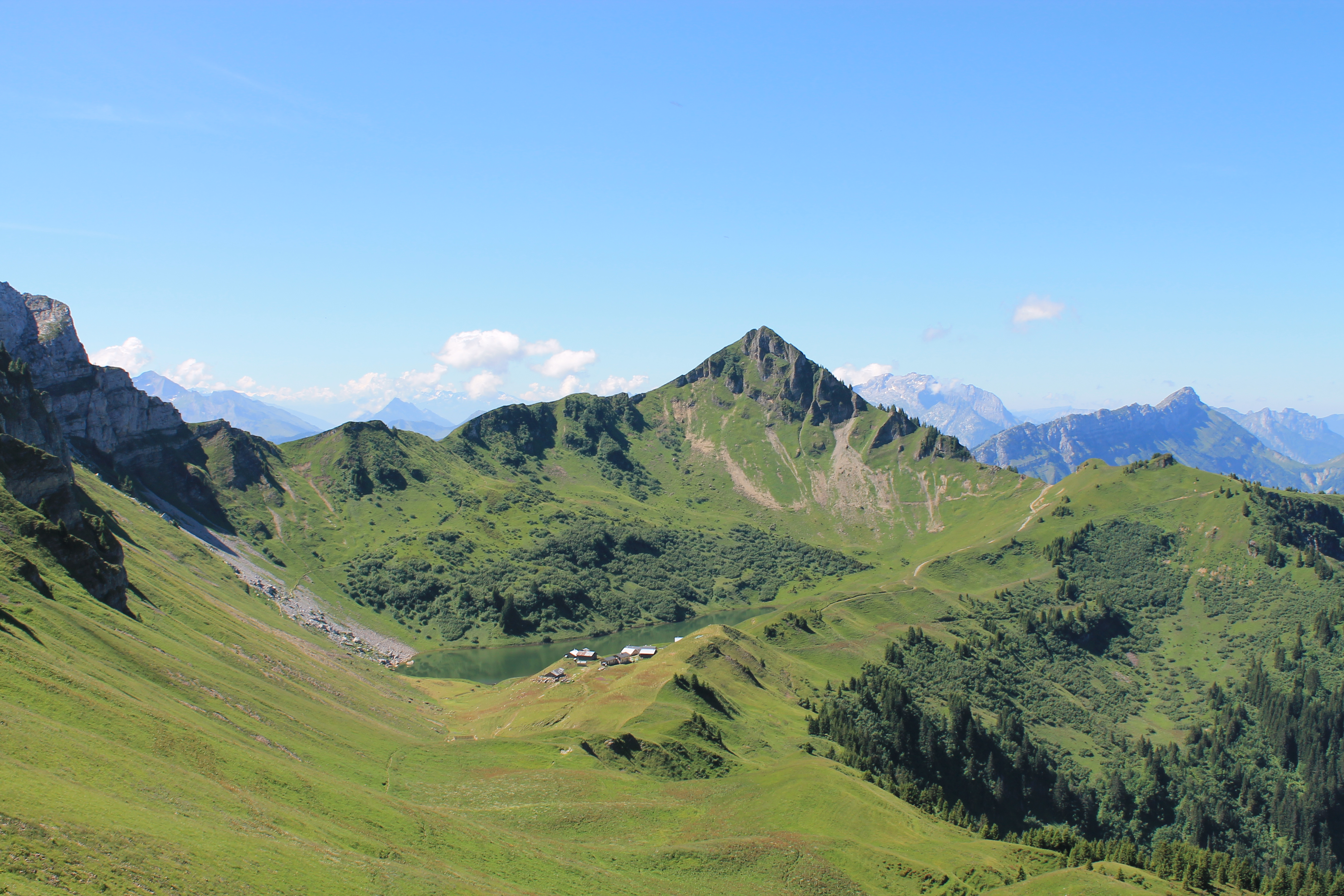
Vue du lac de Lessy, dominé par l'aiguille Verte depuis le col de Sausay ; à gauche, les pentes du pic de Jallouvre.

Trois accès sont possibles à partir du Petit-Bornand-les-Glières ou de Mont-Saxonnex :
- à partir du parking du hameau de La Ville, par le col de la Forclaz 1844 m (3 heures, 950 m de dénivelé) ;
- à partir du parking du hameau du Pteret[2], dans la montagne de Paradis (1h30, 500 m de dénivelé), avec un passage d'échelles ;
- à partir du parking du plateau de Cenise[3] via le col de Cenise 1 724 mètres (1h30, 400 m de dénivelé)[4].

## Sources
- L'Essor savoyard du 12 août 2010, page 7, article : Redécouvrir le lac de Lessy.
- Office de tourisme Faucigny-Glières, 04.50.97.38.37
- Journal télévisé de TF1: "Voir le lac de Lessy, ça se mérite"